# Dr CAC
Dr CAC était un programme de télévision diffusé sur France 5 du 3 octobre 2011 à 2015. Diffusée en format quotidien de quatre minutes et en format hebdomadaire de vingt-six minutes, l’émission utilisait le principe du détournement d’images d’archives ou de films oubliés pour proposer une leçon d’économie simple et humoristique.

## Production et auteurs
Dr CAC fut produit par Program33 (Fabrice Coat, Thomas Théry) en association avec Tupac (Stéphane Osmont), avec le soutien du CNC et de France 5.
La saison 1 (soixante-quinze épisodes) a été écrite et réalisée par Sören Prévost, Philippe Lelièvre. L'expertise économique était assurée par les journalistes Dominique Nora et Laure Closier.
Les saisons 2 (cinquante-cinq épisodes) et 3 (cinquante épisodes) ont été réalisées par Virginie Lovisone et Matthieu Brunel, écrites par Julien David, Gaël Toto-Brocchi, Aurélien et Nicolas Préveaux, Elsa Barrère et Bilco. L'expertise économique était assurée par les journalistes Jacques-Olivier Martin et Gabriel Joseph-Dezaize. La saison 4 (soixante-cinq épisodes) a débuté le 7 janvier 2013. Virginie Lovisone, Matthieu Brunel et Julien David assurent la réalisation. Jacques-Olivier Martin, Guillaume Mollaret, et Thomas Lestavel sont les conseillers éditoriaux.

## Concept

### Synopsis
L’émission était construite sur un principe récurrent. Le générique montre la planète sous forme de dessin animé puis des enfants chantent : « Docteur CAAAAAAAAAAC, C'est Assez Clair ! » au moment où le logo (Dr CAC, l'économie c'est assez clair) apparaît sur l’écran. Puis, un personnage tout droit issu d’une série américaine des années 1960 annonce aux téléspectateurs : « Bonjour, je suis Christian Cac, docteur en économie. Cac, en trois lettres, comme « C’est Assez Clair ». Et avec moi, l'économie va le devenir… assez claire !». Le docteur Christian Cac (le nom de Cac fait référence à l’indice boursier CAC 40) est un personnage fictif créé par réutilisation d'images de l'acteur Raymond Massey, né en 1896 au Canada et décédé en 1983 aux États-Unis. 

### Thématiques
À la fois présentateur de l'émission et « expert en économie » ou « docteur en économie », sa mission est d'éclairer les patients angoissés qui viennent le consulter sur des thématiques économiques de tous ordres. Par exemple, le thème de la « consultation » peut être :
- « Qu'est-ce que la crise de la dette ? »
- « Comment fonctionne le FMI ? »
- « Peut-on sortir de l’euro ? »
- « Pourquoi l'État ne peut pas interdire la vente de tabac ? »
- « Auto-entrepreneur : est-ce que c'est intéressant ? »
- « D'où vient le déficit de la sécurité sociale ? »

Les interrogations des patients portent sur les grandes questions de l'économie, et donnent le thème de l'émission. Une nouvelle rubrique fait son apparition en saison 3 : « La grande idée en économie de… » qui permet de parler de Keynes, Marx, Schumpeter et quelques grandes maîtres de la pensée économique, toujours en mariant la véracité des informations et l’humour.

### Techniques
Dr Cac utilisait le principe du détournement d'images (Le Grand Détournement, Message à caractère informatif) : des images d'archives, de films, de films d'entreprise, d'émissions télévisées des années 1950, 1960, 1970, à l'aspect rétro — par exemple des extraits de films américains en noir et blanc — sont utilisées hors contexte, dialoguées et sonorisées, de manière à illustrer sous la forme de courtes saynètes humoristiques le propos économique. Le docteur Cac fait les introductions, les lancements, les conclusions. Il contextualise les problématiques abordées et assure le fil rouge de l'émission en présentant le thème, la situation et les protagonistes qu’elle met en scène. Le procédé du détournement est utilisé de manière inédite : il a vocation pédagogique, pour supporter une initiation à l’économie.
L'écriture des textes est réalisée d'une part par des auteurs humoristes, et d'autre part par des journalistes économiques ; l'écriture d'un texte peut prendre jusqu'à deux jours.

## Accueil
La presse télévisuelle salue globalement l'approche « pédago-rigolo » de l'économie proposée par l'émission.
Le 6 septembre 2012, l'émission Dr CAC a été sacrée « Meilleure émission TV info/doc » par le jury du Grand prix des médias de CB News.